# Gladiolus robiliartianus
Gladiolus robiliartianus är en irisväxtart som beskrevs av Paul Auguste Duvigneaud. Gladiolus robiliartianus ingår i släktet sabelliljor, och familjen irisväxter. Inga underarter finns listade i Catalogue of Life.